# Potamogeton crispus
Potamogeton crispus là một loài thực vật có hoa trong họ Potamogetonaceae. Loài này được L. miêu tả khoa học đầu tiên năm 1753.

## Phân phối
Potamogeton Crispus là loài bản địa ở nhiều quốc gia ở Châu Á (Afghanistan, Bangladesh, Bhutan, Trung Quốc, Ấn Độ, Indonesia (Sumatra), Nhật Bản, Kazakhstan, Hàn Quốc, Kyrgyzstan, Lào, Mông Cổ, Myanmar, Nepal, Pakistan, Nga, Tajikistan, Thái Lan, Turkmenistan, Uzbekistan, Việt Nam); Châu Phi, Trung Đông, Úc và Châu Âu. Loài này được du nhập vào châu Mỹ và New Zealand.